# レイ・チャン
レイモンド・ボシュエ・チャン（Raymond Bo-shue Chang、1983年8月24日 - ）は、アメリカ合衆国・ミズーリ州カンザスシティ出身の元プロ野球選手（内野手）。右投右打。
中国人の両親を持つ中国系アメリカ人である。中国名は「張 宝樹」。

## 経歴

### プロ入りとパドレス傘下時代
2005年にアマチュア・フリーエージェントでサンディエゴ・パドレスと契約。
2007年にはAAA級ポートランド・ビーバーズで78試合に出場した。
2008年6月9日に自由契約となった。

### パイレーツ傘下時代
2008年6月17日にピッツバーグ・パイレーツとマイナー契約を結んだ。この年、MLBクリニック（野球教室）で中国を訪れた際に第2回WBC代表入りを打診され、中国系アメリカ人として、さらにはAAA級所属経験者として初めて中国代表入りを果たした。
2009年3月に開催された第2回WBCでは全試合に3番遊撃手として出場し、打率.455（11打数5安打）、1本塁打、2打点を記録した。

### レッドソックス傘下時代
2010年1月20日にボストン・レッドソックスとマイナー契約を結んだ。オフの11月6日にFAとなった。

### ツインズ傘下時代
2011年1月11日にミネソタ・ツインズとマイナー契約を結んだ。
2012年11月2日にFAとなった。

### レッズ傘下時代
2013年1月4日にシンシナティ・レッズとマイナー契約を結んだ。シーズン開幕前の3月行われた第3回WBCの中国代表に選出され、2大会連続2度目の選出を果たした。オフにFAとなったが、10月8日にレッズとマイナー契約で再契約した。
2015年9月7日にはAA級ペンサコーラ・ブルーワフーズで出場した試合で、1試合にすべてのポジションを守った。
2016年オフの11月7日にFAとなり退団した。

### 引退後
2017年1月に現役を引退し、MLBの中国事業の責任者となった。ただし、選手として3月に開催された第4回WBCの中国代表に選出され、3大会連続3度目の選出を果たした。
2023年の第5回WBCの中国代表にコーチ兼任として選出され、4大会連続4度目の選出を果たした。

## 選手としての特徴
オープンスタンスからの豪快なスイングが特徴であるが、特筆すべきは守備である。2009年WBCでは初戦の日本戦でミスこそあったものの、日本戦では3回裏1死3塁の場面で稲葉篤紀のショートゴロを一塁に投げる体勢のまま本塁に投げるトリックプレーを見せ、本塁に突っ込んだ青木宣親がタッチアウトとなった。またチャイニーズタイペイ戦ではセンター前に抜けそうな当たりを好捕し、難しい体勢から一回転して一塁に送球してアウトにするなど3戦通じて好守を披露した。さらに同試合では左翼席にダメ押しとなる本塁打も放ち、中国のWBC初勝利に大きく貢献した。

## 詳細情報

### 代表歴
- 2009 ワールド・ベースボール・クラシック中国代表
- 2013 ワールド・ベースボール・クラシック中国代表
- 2017 ワールド・ベースボール・クラシック中国代表
- 2023 ワールド・ベースボール・クラシック中国代表